# Liste der Kulturdenkmale in Lichtenhain (Sebnitz)
Die Liste der Kulturdenkmale in Lichtenhain (Sebnitz) enthält die in der amtlichen Denkmalliste des Landesamtes für Denkmalpflege Sachsen ausgewiesenen Kulturdenkmale im Sebnitzer Ortsteil Lichtenhain.
Die Anmerkungen sind zu beachten.
Diese Liste ist eine Teilliste der Liste der Kulturdenkmale in Sebnitz.

## Legende
- Bild: Bild des Kulturdenkmals, ggf. zusätzlich mit einem Link zu weiteren Fotos des Kulturdenkmals im Medienarchiv Wikimedia Commons. Wenn man auf das Kamerasymbol klickt, können Fotos zu Kulturdenkmalen aus dieser Liste hochgeladen werden:
- Bezeichnung: Denkmalgeschützte Objekte und ggf. Bauwerksname des Kulturdenkmals
- Lage: Straßenname und Hausnummer oder Flurstücknummer des Kulturdenkmals. Die Grundsortierung der Liste erfolgt nach dieser Adresse. Der Link (Karte) führt zu verschiedenen Kartendiensten mit der Position des Kulturdenkmals. Fehlt dieser Link, wurden die Koordinaten noch nicht eingetragen. Sind diese bekannt, können sie über ein Tool mit einer Kartenansicht einfach nachgetragen werden. In dieser Kartenansicht sind Kulturdenkmale ohne Koordinaten mit einem roten bzw. orangen Marker dargestellt und können durch Verschieben auf die richtige Position in der Karte mit Koordinaten versehen werden. Kulturdenkmale ohne Bild sind an einem blauen bzw. roten Marker erkennbar.
- Datierung: Baubeginn, Fertigstellung, Datum der Erstnennung oder grobe zeitliche Einordnung entsprechend des Eintrags in der sächsischen Denkmaldatenbank
- Beschreibung: Kurzcharakteristik des Kulturdenkmals entsprechend des Eintrags in der sächsischen Denkmaldatenbank, ggf. ergänzt durch die dort nur selten veröffentlichten Erfassungstexte oder zusätzliche Informationen
- ID: Vom Landesamt für Denkmalpflege Sachsen vergebene, das Kulturdenkmal eindeutig identifizierende Objekt-Nummer. Der Link führt zum PDF-Denkmaldokument des Landesamtes für Denkmalpflege Sachsen. Bei ehemaligen Kulturdenkmalen können die Objektnummern unbekannt sein und deshalb fehlen bzw. die Links von aus der Datenbank entfernten Objektnummern ins Leere führen. Ein ggf. vorhandenes Icon  führt zu den Angaben des Kulturdenkmals bei Wikidata.

## Lichtenhain
| Bild                                    | Bezeichnung | Lage                            | Datierung                         | Beschreibung | ID       |
| --------------------------------------- | --- | ------------------------------- | --------------------------------- | --- | -------- |
|                                         | Sachgesamtheitsbestandteil der Sachgesamtheit Eisenbahnstrecke Bad Schandau–Sebnitz–Neustadt i. Sa. mit Einzeldenkmal sowie die Trasse als Sachgesamtheitsteil | (Karte)                         | um 1880                           | Sachgesamtheitsbestandteil der Sachgesamtheit Eisenbahnstrecke Bad Schandau–Sebnitz–Neustadt i. Sa. mit folgenden Einzeldenkmalen: Bahnwärterhaus mit Nebengebäude (Einzeldenkmal ID-Nr. 09279047) sowie die Trasse als Sachgesamtheitsteil – eisenbahngeschichtlich von Bedeutung. | 09302088 |
|                                         | Bahnwärterhaus mit Nebengebäude (Einzeldenkmal zu ID-Nr. 09302088)                                                                                             | (Karte)                         | Ende 19. Jh.                      | Einzeldenkmale der Sachgesamtheit Eisenbahnstrecke Bad Schandau–Sebnitz–Neustadt i. Sa.: Bahnwärterhaus mit Nebengebäude – baugeschichtlich und eisenbahngeschichtlich von Bedeutung. Bahnwärterhaus mit Nebengebäude, anderthalb-geschossiger bzw. eingeschossiger Putzbau im Schweizerstil, Bestandteil der wegen ihrer Ingenieurskunst bemerkenswerten Eisenbahnstrecke Bad Schandau–Sebnitz–Neustadt (Sachgesamtheit), baugeschichtlich und eisenbahngeschichtlich von Bedeutung. LfD/2012.        | 09279047 |
| Weitere Bilder                          | Wegestein | (Karte)                         | 19. Jh.                           | verkehrsgeschichtlich von Bedeutung. | 09254558 |
| Direkt Bild zu diesem Denkmal hochladen | Wegestein | (Karte)                         | 19. Jh.                           | verkehrsgeschichtlich von Bedeutung. Sandstein, 1,25 m hoch, Beschriftung: Lichtenhainer Mühle / Kuhstall. | 09254641 |
| Direkt Bild zu diesem Denkmal hochladen | Sandsteinbogenbrücke | (Karte)                         | bez. 1858                         | Sandstein-Bogenbrücke über die Kirnitzsch beim Gasthof Lichtenhainer Wasserfall – Zeugnis der Tourismusgeschichte, grobes Quadermauerwerk, Brüstung. | 09303266 |
|                                         | Gasthof Zum Erblehngericht | Am Anger 1 (Karte)              | 1851                              | bau- und ortsgeschichtliche Bedeutung. Mit fünfachsigem, flachen Risalit mit Dreiecksgiebel, zwei symmetrische Flügel, zwei Geschosse, Drempel, zwei profilierte, rundbogige Eingangstüren, im Obergeschoss des Risalits auch Rundbogenfenster. | 09254543 |
| Direkt Bild zu diesem Denkmal hochladen | Berghof | Am Anger 2 (Karte)              | Ende 19. Jh.                      | Bauernhof mit Wohnhaus, Stallscheune, Nebengebäude, Sandsteinbrunnen und Torbogen mit Wappen – u. a. baugeschichtliche Bedeutung. Massives Wohnhaus im Schweizerstil, zweigeschossig, Dachüberstand, Stallscheune aus Bruchstein, ein Teil Fachwerk, Krüppelwalm, Nebengebäude Sandsteinquader, zum Teil Fachwerk, mit Fachwerk-Drempel, massive Durchfahrt am Eck seitlich angebaut. Nebengebäude mit rotem Schiefer gedeckt.                                                                         | 09254544 |
| Direkt Bild zu diesem Denkmal hochladen | Ehemalige Pension, heute Wohnhaus | Am Anger 4 (Karte)              | bez. 1808                         | touristik- und forstgeschichtlich von Bedeutung. Erdgeschoss massiv mit korbbogigem Sturz und originalem Türblatt, Obergeschoss verbrettert, Mansardwalmdach mit Dachhecht. | 09254545 |
| Weitere Bilder                          | Dorfkirche Lichtenhain | Am Anger 6 (Karte)              | Wetterfahne 1696                  | Kirche mit Kirchhof und Kirchhofsmauer – baugeschichtlich und ortsgeschichtlich von Bedeutung. Evangelische Pfarrkirche. Schlichte Saalkirche mit 3/8-Schluss, 1696/97 tiefgreifender Umbau und Erweiterung eines Vorgängerbaus, Dachreiter, Restaurierung 1989. | 09254546 |
| Direkt Bild zu diesem Denkmal hochladen | Pfarrhaus | Am Anger 7 (Karte)              | bez. 1717 (Türsturz)              | Obergeschoss Fachwerk, verbrettert, baugeschichtliche und ortsgeschichtliche Bedeutung, Biberschwanzdeckung, verbrettert, im Dach drei Fledermausgaupen, gerader Türsturz mit Palmwedel. | 09254547 |
| Direkt Bild zu diesem Denkmal hochladen | Alte Schule | Am Anger 13 (Karte)             | um 1850                           | bau- und ortsgeschichtliche Bedeutung. Massiv, Krüppelwalmdach, Sandsteingewände, korbbogige Tür mit kleinem Dreiecksgiebel, Zahnschnitt, originales Türblatt, Eckpilaster, Gurtgesims. | 09254541 |
| Direkt Bild zu diesem Denkmal hochladen | Wohnhaus | Am Anger 15 (Karte)             | 2. Hälfte 19. Jh.                 | Obergeschoss Fachwerk, baugeschichtlich von Bedeutung. Strukturprägend, Schieferdeckung, Erdgeschoss Sandsteingewände, Straßenseite ornamental verschiefert, hofseitig Sichtfachwerk. | 09254542 |
| Direkt Bild zu diesem Denkmal hochladen | Wohnhaus | Am Anger 16 (Karte)             | bez. 1809                         | Obergeschoss Fachwerk, baugeschichtlich von Bedeutung. Bild- und strukturprägend, korbbogiger Türsturz, in bildprägender Lage neben dem Gasthof, in Nähe der Kirche. | 09254540 |
| Direkt Bild zu diesem Denkmal hochladen | Wohnstallhaus (Umgebinde) mit Stallanbau | Folgenweg 3 (Karte)             | um 1800                           | Umgebindehaus – Obergeschoss Fachwerk, baugeschichtliche Bedeutung. Verbrettert, Korbbogentür mit Schlussstein, Blockstube, Umgebinde mit Kopfband, kaum verändert, Umgebinde rechts 2/2/2 Joche, Dach Schiefer. | 09254631 |
| Direkt Bild zu diesem Denkmal hochladen | Sachgesamtheit Friedhof Lichtenhain: Leichenhalle und Einfriedung                                                                                              | Hauptstraße (Karte)             | 1871                              | Sachgesamtheit Friedhof Lichtenhain: Leichenhalle (Einzeldenkmal ID-Nr. 09303240) und Einfriedung – Leichenhalle: klassizistisch anmutend, profiliertes Rundbogenportal mit Schlussstein, gerahmt von Pilastern, gerade Bedachung mit Kreuz und Akroterien. Flach geneigtes Satteldach, hohe Rundbogenfenster mit Schlagläden. Inschrift über der Tür: „Durch Nacht zum Licht“. | 09254539 |
| Weitere Bilder                          | Leichenhalle (Einzeldenkmal zu ID-Nr. 09254539) | Hauptstraße (Karte)             | 1871                              | Einzeldenkmal der Sachgesamtheit Friedhof Lichtenhain: Leichenhalle – klassizistisch anmutend, profiliertes Rundbogenportal mit Schlussstein, gerahmt von Pilastern, gerade Bedachung mit Kreuz und Akroterien. Flach geneigtes Satteldach, hohe Rundbogenfenster mit Schlagläden. Inschrift über der Tür: „Durch Nacht zum Licht“. | 09303240 |
|                                         | Wohnhaus | Hauptstraße 16 (Karte)          | 1. Hälfte 19. Jh.                 | Obergeschoss Fachwerk, bildprägend, baugeschichtlich von Bedeutung. Giebel oberer Teil verbrettert, im Erdgeschoss Sandsteingebäude, Dach ornamental verschiefert, Fensterläden und Haustür erhalten, bildprägende Lage am Dorfteich. | 09254548 |
| Direkt Bild zu diesem Denkmal hochladen | Wohnstallhaus | Hauptstraße 19 (Karte)          | 1. Hälfte 19. Jh.                 | Obergeschoss Fachwerk, baugeschichtliche Bedeutung, an straßenbildprägender Stelle, Sandsteingewände, Fachwerk verkleidet. | 09254647 |
| Direkt Bild zu diesem Denkmal hochladen | Ehem. Chausseehaus | Hauptstraße 20 (Karte)          | Kern ca. 1847                     | bau- und ortsgeschichtliche Bedeutung, später (um 1900) zum Försterwohnhaus umgebaut. | 09303347 |
| Weitere Bilder                          | Wegestein | Hohe Straße (Karte)             | 19. Jh.                           | verkehrsgeschichtlich von Bedeutung. | 09254649 |
| Direkt Bild zu diesem Denkmal hochladen | Wehranlage | Kirnitzschtalstraße (Karte)     | wohl 19. Jh.                      | technikgeschichtlich von Bedeutung. | 09300674 |
| Direkt Bild zu diesem Denkmal hochladen | Meilenstein | Kirnitzschtalstraße (Karte)     | 2. Hälfte 19. Jh. (Meilenstein)   | Einzeldenkmal der Sachgesamtheit Königlich-Sächsische Meilensteine – verkehrshistorisch von Bedeutung. Meilenstein, bezeichnet „Bad Schandau, Hinterhermsdorf“, Sandstein, halbrunder Abschluss, mit Kronenrelief, nach 1873 wurden die Meilenangaben in Kilometer verändert. | 09254536 |
| Weitere Bilder                          | Alte Schleifmühle | Kirnitzschtalstraße 12a (Karte) | Mitte 19. Jh.                     | Wohnmühlenhaus der ehem. Schleifmühle, mit Resten des Mühlgrabens – bau- und ortsgeschichtliche Bedeutung. Haus massiv, Sandsteingewände, Satteldach, Fenster original, Dachüberstand. | 09254660 |
| Weitere Bilder                          | Haidemühle | Kirnitzschtalstraße 10 (Karte)  | Tafel bez. 1795                   | Wohnhaus der Haidemühle sowie Mühlgraben und Reste der Radkammer – bau- und ortsgeschichtliche Bedeutung. Dachdeckung Schiefer, Wohnhaus: Obergeschoss Fachwerk, Giebel leicht vorkragend, alles böhmisch verbrettert, Fenstergrößen und Fenstersprossung erhalten. | 09254534 |
| Weitere Bilder                          | Gasthof Lichtenhainer Wasserfall | Kirnitzschtalstraße 11 (Karte)  | bez. 1852                         | Gasthof, gegenüberliegende Gaststube sowie 5 m hohe Sandsteinstufe und künstlicher Wasserstau (Lichtenhainer Wasserfall) – bau- und tourismusgeschichtlich von Interesse. Erdgeschoss massiv mit flachbogigen Fenstergruppen, Schlagläden, Obergeschoss Fachwerk im Schweizerstil mit Dachhäuschen, Dachüberstand und Zierfachwerk. Dazu gegenüberliegende Gaststube, auf hohem Sandsteinsockel, eingeschossig, Fachwerk, Zierfensterrahmen, Zierfachwerk am Giebel.                                   | 09254535 |
| Weitere Bilder                          | Lichtenhainer Mühle | Kirnitzschtalstraße 12 (Karte)  | 2. Drittel 19. Jh., im Kern älter | Wohnmühlenhaus der Lichtenhainer Mühle – bau- und ortsgeschichtliche Bedeutung. Zweigeschossiges, herrschaftlich wirkendes Wohnhaus mit Walmdach und Fledermausgaupen einer ehemals umfangreichen Gebäudegruppe der Lichtenhainer Mühle, verglaste Veranda, Winterfenster, eindrucksvolles, im Gebiet singuläres Bauwerk, prägnante Lage, Erdgeschoss mit Kreuzgewölbe, Fenster teilweise original, Steinfußboden, stilvolle Veranda, Putzgliederungen, doppelte Biberschwanzdeckung, Bausubstanz gut. | 09254513 |
| Direkt Bild zu diesem Denkmal hochladen | Wohnhaus (Umgebinde) | Kurze Straße 12 (Karte)         | um 1800                           | Obergeschoss Fachwerk, baugeschichtlich von Bedeutung. Umgebinde links 2/2 Joche, Giebel ornamental verschiefert, Umgebinde mit großen Jochweiten, Kopfbändern, Blockstube. | 09254552 |
| Direkt Bild zu diesem Denkmal hochladen | Wohnstallhaus | Quergasse 3a (Karte)            | 2. Hälfte 19. Jh.                 | Obergeschoss Fachwerk, baugeschichtlich von Bedeutung. Mit schöner Verbretterung, einheitliche Fensterumrahmungen, Winterfenster. | 09254555 |
| Direkt Bild zu diesem Denkmal hochladen | Wohnhaus (Umgebinde) mit Blockstube | Talstraße 3 (Karte)             | 2. Hälfte 19. Jh. (Wohnhaus)      | baugeschichtlich von Bedeutung, drei Joche Umgebinde mit Kopfbändern, Blockstube, oberer Teil verbrettert. | 09254553 |
| Direkt Bild zu diesem Denkmal hochladen | Wohnhaus | Talstraße 5 (Karte)             | bez. 1803                         | Obergeschoss Fachwerk, bildprägend, baugeschichtlich von Bedeutung. Ohne Anbau, an drei Seiten Fachwerk, aufgebrettert, schön mit Dreiviertelstab, Blättern und großem Schlussstein verziertes Türgewände, im Stall Kappengewölbe auf Pfeilern. | 09254554 |
| Direkt Bild zu diesem Denkmal hochladen | Wohnhaus | Talstraße 7 (Karte)             | um 1800                           | mit Fachwerk in beiden Geschossen, baugeschichtlich von Bedeutung. Dach rötlicher und schwarzer Schiefer, Giebel verbrettert | 09254549 |
| Direkt Bild zu diesem Denkmal hochladen | Wohnstallhaus (Umgebinde) und zwei Seitengebäude eines Dreiseithofes                                                                                           | Talstraße 20 (Karte)            | bez. 1836 (Schlussstein)          | Wohnstallhaus Obergeschoss Fachwerk, baugeschichtliche und städtebauliche Bedeutung. Umgebinde links 3/3/1 Joche, böhmisch verbrettert, Krüppelwalmdach, Umgebinde mit gebeilten Jochen, Blockstube, korbbogige Tür mit Schlussstein, über dem Stall mit Pferdemotiv, fünf Fledermausgaupen, beide nebengebäude in Holzkonstruktion mit Verbretterung. | 09254556 |
| Direkt Bild zu diesem Denkmal hochladen | Wohnhaus (Umgebinde) | Talstraße 25 (Karte)            | 1. Hälfte 19. Jh.                 | Obergeschoss Fachwerk, baugeschichtliche Bedeutung. Verputzt, zwei Joche Umgebinde, Blockstube, Joche gebeilt, drei profilierte Säulen. | 09254551 |
| Direkt Bild zu diesem Denkmal hochladen | Wohnstallhaus | Talstraße 35 (Karte)            | Kern 18. Jh.                      | Obergeschoss Fachwerk, baugeschichtliche Bedeutung. Giebel und Drempel verbrettert, im Erdgeschoss Sandsteingewände, Winterfenster. | 09254648 |

## Ausführliche Denkmaltexte
1. ↑  Dorfkirche Lichtenhain: Rundbogenfenster, Anbauten im W, N und S, dreiseitig geschlossener Chor, gedrungener Dachreiter mit Laterne, im Inneren flachgedeckt, zwei Emporen auf Holzsäulen, Altarretabel von 1719 mit Opferung Isaaks, im Auszug Gottvater und Jesuskind. Hölzerne Kanzel mit Schalldeckel, daneben Bildnis des Kirchenumbauers Daniel Sturz von 1715, Jehmlich-Orgel, ein Farbglasfenster um 1900, Sandsteintaufe. 

Im Innern flachgedeckt, umlaufende Emporen, an der Nord- und Ostseite doppelgeschossig. Der Altar mit einem gut geschnitzten und farbig gefassten Retabel mit Darstellung der Opferung Isaaks, von reichem Akanthuslaub umrahmt, E. 17. Jh., von dem Bildhauer Johann Konrad Edelwehr aus Zittau. Der in gleicher Art gerahmte Untersatz mit einem Medaillon, dessen Inschrift sich auf die Szene bezieht, als Abschluss ein ebenfalls geschnitztes Medaillon mit Gottvater. Einfache Holzkanzel, ehem. mit den Evangelisten am Korb, Ende 17. Jh. Drei Pfarrerbildnisse, 18. Jh. Jehmlich-Orgel, 1927/28. (Dehio Sachsen I, 1996).